# Erycinidia gracilis
Erycinidia gracilis är en fjärilsart som beskrevs av Rothschild och Jordan 1905. Erycinidia gracilis ingår i släktet Erycinidia och familjen praktfjärilar. Inga underarter finns listade i Catalogue of Life.